# Albrecht Steinwachs
Albrecht Christoph Heimbert Steinwachs (* 21. Dezember 1934 in Quedlinburg; † 28. Dezember 2012 in Lutherstadt Wittenberg) war ein deutscher evangelischer Theologe und Historiker.

## Leben
Steinwachs stammte aus einer evangelischen Pfarrersfamilie. Sein Vater war Martin Hermann Wilhelm Steinwachs (* 5. Januar 1897 in Magdeburg; † 19. Juli 1957 in Wegeleben); seine Mutter Hertha Luise Zimmerling (* 14. Dezember 1906; † 19. Mai 1991).
Steinwachs legte 1954 sein Abitur in Halberstadt ab. Vom Elternhaus maßgeblich geprägt, sich dem Pfarrberuf in der DDR zu widmen, begann er im selben Jahr an der Karl-Marx-Universität Leipzig ein Studium der Theologie. 1957 wechselte er an die Martin-Luther-Universität Halle-Wittenberg, wo er am 26. Mai 1959 sein erstes theologisches Examen bestand. Im selben Jahr wurde er Vikar in Zeitz. 1960 bereitete er sich am evangelischen Predigerseminar Wittenberg auf das Pfarramt vor. Am 18. November 1961 bestand er in Magdeburg sein zweites theologisches Examen, wurde im selben Jahr Hilfsprediger in Magdeburg-Olvenstedt und empfing am 7. Januar 1962 die Ordination. 1963 übernahm er die Pfarrstelle an der Sankt-Laurentius-Kirche in Olvenstedt und wurde 1976 Pfarrer der Stadtkirchengemeinde in Lutherstadt Wittenberg und Superintendent des Kirchenkreises Wittenberg. In seine Amtszeit fällt unter anderem die Initiierung des Mahnmals für die Juden am Südostflügel der Stadtkirche Wittenberg; 1983 konnte er Helmut Schmidt dazu bewegen, der Stadt im damaligen Lutherjahr eine Visite abzustatten und ihn selbst im Bugenhagenhaus empfangen.
Als Vertreter der Wittenberger Stadtkirchengemeinde beteiligte er sich an den organisatorischen Fragen der politischen Wende und friedlichen Revolution im Landkreis Wittenberg. Dabei etablierte er sich als Vermittler zwischen den politischen Strömungen und wurde Leiter des lokalen Runden Tisches. Er war Mitbegründer des ökumenischen Augustinuswerkes und Gründungsmitglied des  Rotary Clubs in Lutherstadt Wittenberg und gilt als Initiator und Moderator des Lutherforums, welches das Lutherjahr 2017 für die Stadt koordiniert.
Nach seiner Versetzung in den Ruhestand am 1. Juli 1997 widmete sich Steinwachs vor allem der kulturhistorischen Aufbereitung der Werke Lucas Cranachs des Älteren und Lucas Cranachs des Jüngeren, wozu er mehrere Bücher veröffentlichte. Für sein umfangreiches Engagement in Wittenberg wurde er 2004 mit der Ehrenurkunde der Lutherstadt Wittenberg ausgezeichnet. Zahlreiche Persönlichkeiten wie Friedrich Schorlemmer, Reiner Haseloff und Eckhard Naumann begleiteten ihn bei seinem letzten Gang.
Steinwachs heiratete am 14. September 1962 in Straach Marlies Busch (* 13. Mai 1941 in Frankfurt (Oder)). Aus der Ehe stammen die beiden Mediziner Christoph Steinwachs (* 8. Januar 1964 in Magdeburg) und Johannes Steinwachs (* 8. Juli 1968 in Magdeburg).

## Schriften
- Der Reformations-Altar, von Lucas Cranach dem Älteren in der Stadtkirche St. Marien, Lutherstadt Wittenberg. Spröda 1998.
- Und Friede auf Erden, Das Gemälde „Anbetung der Hirten“ von Lucas Cranach d. J. Spröda 1999.
- Die Stadtkirche der Lutherstadt Wittenberg: Die Evangelische Stadt- und Pfarrkirche St. Marien der Lutherstadt .Wittenberg. Spröda 2000, 2008; in Englisch: St. Mary’s, the Protestant Parish Church in Lutherstadt Wittenberg. Spröda 2009.
- Epitaph für Paul Eber von Lucas Cranach d. J., 1569. Spröda 2001, in Englisch: The Vineyard of the Lord. Epitaph for Paul Eber by Lucas Cranach „the Younger“, 1569 at St. Mary’s, the Parish Church in Wittenberg Town of Luther. Spröda 2001.
- Ich sehe dich mit Freuden an, Bilder aus der Lucas-Cranach-Werkstatt in der Wittenberger Stadtkirche St. Marien. Delitzsch 2006.
- Erdrauch, Distel, Apfelbaum. Lukas Cranach und die Pflanzen. Spröda 2009.